# Sten Elliot
Sten Georg Elliot, född 24 december 1925 i Göteborg död 16 januari 2022 i Vargön, var en svensk seglare. Han tävlade för Göteborgs KSS.
Elliot tävlade i drake för Sverige vid olympiska sommarspelen 1960 i Rom. Tillsammans med klubbkamraterna Göran Crafoord och Bengt Palmquist seglade de båten Galejan II till en 20:e plats.